# Diego José Chavez
Diego José Chávez Rivas (San Salvador, 5 de abril de 1997) es un futbolista Salvadoreño, juega como defensa y su actual equipo es el Club Tijuana  de la Primera División de México.

## Clubes
Actualizado al último partido jugado el 3 de mayo de 2025.
| Club Deportivo Dragón · El Salvador               | 1.ª                 | 2018                | 19  | 0 | - | - | - | - | 19  | 0 |
| Club Deportivo Dragón · El Salvador               | Total               | Total               | 19  | 0 | 0 | 0 | 0 | 0 | 19  | 0 |
| Santa Tecla Fútbol Club · El Salvador             | 1.ª                 | 2018-19             | 25  | 2 | - | - | 1 | 0 | 26  | 2 |
| Santa Tecla Fútbol Club · El Salvador             | Total               | Total               | 25  | 2 | 0 | 0 | 1 | 0 | 26  | 2 |
| Club Deportivo FAS · El Salvador                  | 1.ª                 | 2019-20             | 29  | 0 | - | - | - | - | 29  | 0 |
| Club Deportivo FAS · El Salvador                  | 1.ª                 | 2020-21             | 25  | 2 | - | - | 1 | 0 | 26  | 2 |
| Club Deportivo FAS · El Salvador                  | Total               | Total               | 54  | 2 | 0 | 0 | 1 | 0 | 55  | 2 |
| Asociación Deportiva Isidro Metapán · El Salvador | 1.ª                 | 2021                | 14  | 0 | - | - | - | - | 14  | 0 |
| Asociación Deportiva Isidro Metapán · El Salvador | Total               | Total               | 14  | 0 | 0 | 0 | 0 | 0 | 14  | 0 |
| Club Deportivo Luis Ángel Firpo · El Salvador     | 1.ª                 | 2022                | 11  | 0 | - | - | - | - | 11  | 0 |
| Club Deportivo Luis Ángel Firpo · El Salvador     | 1.ª                 | 2022                | 11  | 0 | - | - | - | - | 11  | 0 |
| Club Deportivo Luis Ángel Firpo · El Salvador     | Total               | Total               | 22  | 0 | 0 | 0 | 0 | 0 | 22  | 0 |
| Club Deportivo Platense · El Salvador             | 1.ª                 | 2023                | 18  | 0 | - | - | - | - | 18  | 0 |
| Club Deportivo Platense · El Salvador             | Total               | Total               | 18  | 0 | 0 | 0 | 0 | 0 | 18  | 0 |
| Once Deportivo Fútbol Club · El Salvador          | 1.ª                 | 2024                | 20  | 1 | - | - | - | - | 20  | 1 |
| Once Deportivo Fútbol Club · El Salvador          | 1.ª                 | 2024-25             | 39  | 1 | - | - | - | - | 39  | 1 |
| Once Deportivo Fútbol Club · El Salvador          | Total               | Total               | 59  | 2 | 0 | 0 | 0 | 0 | 59  | 2 |
| Club Deportivo FAS · El Salvador                  | 1.ª                 | 2025-26             |     |   |   |   |   |   |     |   |
| Club Deportivo FAS · El Salvador                  | Total               | Total               | 0   | 0 | 0 | 0 | 0 | 0 | 0   | 0 |
| Total en su carrera                               | Total en su carrera | Total en su carrera | 211 | 6 | 0 | 0 | 2 | 0 | 213 | 6 |
| (2) No incluye goles en partidos amistosos.       |                     |                     |     |   |   |   |   |   |     |   |

Segunda División de El Salvador/Reservas
| Club                    | País        | Año         |
| ----------------------- | ----------- | ----------- |
| Turín FESA Fútbol Club  | El Salvador | 2012 - 2015 |
| Club Deportivo FAS      | El Salvador | 2015 - 2017 |
| Club Deportivo El Roble | El Salvador | 2023        |

### Selección nacional
| Selección           | Año                 | Partidos | Goles |
| ------------------- | ------------------- | -------- | ----- |
| El Salvador Sub-17  |                     |          |       |
| 2012                | 2                   | 0        |       |
| El Salvador Sub-20  |                     |          |       |
| 2017                | 5                   | 0        |       |
| Total en su carrera | Total en su carrera | 7        | 0     |

### Palmarés
| Club             | País        | Año                        |
| ---------------- | ----------- | -------------------------- |
| Santa Tecla F.C. | El Salvador | Apertura 2018              |
| Santa Tecla F.C. | El Salvador | Copa El Salvador 2018 - 19 |